# The Terror State
The Terror State es el quinto álbum de la banda de punk rock estadounidense Anti-Flag. Fue lanzado en octubre del 2003 por la discográfica independiente Fat Wreck Chords. 
Fue producido por Tom Morello (guitarrista de Rage Against the Machine y Audioslave), y Nick DiDia.
El álbum creó controversia por la portada y el artwork.

## Lista de canciones
1. "Turncoat" – 2:10
2. "Rank-N-File" – 3:46
3. "Post-War Breakout" (Woody Guthrie) – 3:11
4. "Sold as Freedom" – 2:16
5. "Power to the Peaceful" – 2:57
6. "Mind the GATT" – 3:14
7. "You Can Kill the Protester, But You Can't Kill the Protest" – 2:33
8. "When You Don't Control Your Government People Want to Kill You" – 2:47
9. "Wake Up!" – 2:35
10. "Tearing Down the Borders" – 3:07
11. "Death of a Nation" – 1:55
12. "Operation Iraqi Liberation (O.I.L.)" – 2:21
13. "One People, One Struggle" – 3:00
14. "Fuck the Flag" (Bonus Track en la versión LP)[1] – 0:52

## Personal
- Justin Sane – voz y guitarra
- Chris Barker "Chris #2" – bajo y voz
- Chris Head – guitarra
- Pat Thetic – batería